# Hadancourt-le-Haut-Clocher
Hadancourt-le-Haut-Clocher is een gemeente in het Franse departement Oise (regio Hauts-de-France) en telt 355 inwoners (1999). De plaats maakt deel uit van het arrondissement Beauvais.

## Geografie
De oppervlakte van Hadancourt-le-Haut-Clocher bedraagt 8,7 km², de bevolkingsdichtheid is 40,8 inwoners per km².
De onderstaande kaart toont de ligging van Hadancourt-le-Haut-Clocher met de belangrijkste infrastructuur en aangrenzende gemeenten.

## Demografie
Onderstaande figuur toont het verloop van het inwonertal (bron: INSEE-tellingen).

1. ↑  Populations de référence 2022.